# Nippes
Nippes (haitisk kreol: Nip) er en af de 10 provinser (département) i Haiti. Hovedbyen er Miragoâne. Provinsen har 266 379 indbyggere (2003) og et areal på 1 219 km². Den grænser op til provinserne Grand'Anse, Sud, Sud-Est og Ouest.

## Administrativ inddeling
Provinsen er inddelt i tre arrondissementer (arrondissements) som hver er inddelt i 11
kommuner (communes).
- Miragoâne arrondissement
  1. Miragoâne
  2. Petite-Rivière-de-Nippes
  3. Fonds-des-Nègres
  4. Paillant
- d'Anse-à-Veau arrondissement
  1. Anse-à-Veau
  2. L'Asile
  3. Petit-Trou-de-Nippes
  4. Plaisance-du-Sud
  5. Arnaud
- Barradères arrondissement
  1. Barradères
  2. Grand-Boucan

18°27′N 73°06′V / 18.45°N 73.1°V
|  | Infoboks uden skabelon Denne artikel har en infoboks dannet af en tabel eller tilsvarende. |